# Punto (baloncesto)
En el baloncesto, un punto se utiliza para realizar un seguimiento de la puntuación en un partido. Los puntos pueden ser acumulados por hacer tiros de campo (dos o tres puntos) o tiros libres (un punto). Si un jugador anota un tiro de dentro del campo de la línea de tres puntos, el jugador anota dos puntos. Si el jugador anota un tiro de campo de más allá de la línea de tres puntos, el jugador marca tres puntos. El equipo que ha registrado el mayor número de puntos al final de un partido es declarado ganador del partido.

## Récord de puntos en la NBA
Temporada regular
- Más puntos en una carrera: LeBron James (38.652 puntos)[1]
- Mayor promedio de puntos en una carrera: Michael Jordan (30,12 puntos por partido)[2]
- Más puntos en una temporada: 4029 por Wilt Chamberlain (Temporada 1961–62)[3]
- Mayor promedio de puntos en una temporada: 50,4 por Wilt Chamberlain (Temporada 1961–62)[3]
- Más puntos en un partido: 100 por Wilt Chamberlain (2 de marzo de 1962 contra New York Knicks)[3]
- Más puntos en una parte: 59 por Wilt Chamberlain[3]
- Más puntos en un cuarto: 37 por Klay Thompson
- Más puntos en un tiempo extra: 16 por Gilbert Arenas

Playoffs
- Más puntos en una carrera, Playoffs: LeBron James (5.995 puntos)
- Mayor promedio de puntos en una carrera, Playoffs: Michael Jordan (33,4 puntos por partido)
- Más puntos en un partido, Playoffs: 63 por Michael Jordan (20 de abril de 1986 contra Boston Celtics (2 prórrogas))
- Más puntos en una parte, Playoffs: 39 por Sleepy Floyd (Golden State Warriors contra Los Angeles Lakers)
- Más puntos en un cuarto: 29 por Sleepy Floyd (Golden State Warriors contra Los Angeles Lakers)
- Más puntos en un partido, Finales: 61 por Elgin Baylor (14 de abril de 1962 contra Boston Celtics)
- Más puntos en una parte, Finales: 35 por Michael Jordan (3 de junio de 1992 contra Portland Trail Blazers)
- Más puntos en un tiempo extra, Playoffs: 17 por Stephen Curry (9 de mayo de 2016 contra Portland Trail Blazers)